# Aphidius floridaensis
Aphidius floridaensis är en stekelart som beskrevs av Smith 1944. Aphidius floridaensis ingår i släktet Aphidius och familjen bracksteklar. Inga underarter finns listade i Catalogue of Life.